# The People's Joker
The People's Joker és una pel·lícula paròdica de superherois del 2022 dirigida per Vera Drew, qui va coescriure el guió amb Bri LeRose. La pel·lícula parodia extraoficialment personatges dels còmics de Batman, i el personatge principal és una dona transgènere basada en el Joker, interpretada per la mateixa Drew. La pel·lícula també compta amb Scott Aukerman, Tim Heidecker, Maria Bamford, David Liebe Hart, Robert Wuhl (que també va protagonitzar Batman el 1989) i Bob Odenkirk en papers secundaris. La pel·lícula es va estrenar el 13 de setembre de 2022 al Festival Internacional de Cinema de Toronto, però les projeccions previstes es van cancel·lar a causa de problemes amb els drets d'autor. S'ha subtitulat al català.
La pel·lícula va ser nominada al premi John Cassavetes als 40ns Premis Independent Spirit.